# Agata Siecińska
Agata Siecińska (ur. 6 listopada 1960) – polska aktorka filmowa, malarka.

## Życiorys
Jej najsłynniejszą rolą była rola Karioki w serialu Stawiam na Tolka Banana. Głos Karioki nie jest oryginalnym głosem aktorki. W tych czasach postsynchrony były nagrywane na stojąco. W czasie zaplanowanej sesji dubbingowej, aktorka złamała nogę i nie mogła brać w niej udziału. Głosu postaci Karioki użyczyła zawodowa aktorka, Joanna Jędryka.
W latach 1979–1981 studiowała na Akademii Sztuk Pięknych w Warszawie, w latach 1981-1984 kontynuowała naukę w szkole ENSAD, w Paryżu. 
W latach 1984–1986 pracowała na tej uczelni jako asystentka. Od 1987 z sukcesami prezentuje swoje prace we francuskich i światowych galeriach.
Jest córką artystki Hanny Orzechowskiej (1923–2008) i scenografa Wojciecha Siecińskiego (1928–2007).

## Filmografia
- 1973: Stawiam na Tolka Banana jako Krysia "Karioka"
- 1974: Koniec wakacji jako Elżbieta, sympatia Jurka
- 1975: Doktor Judym jako Wanda Orszeńska, wnuczka hrabiny Niewadzkiej
- 1995: Tolek Banan i inni – film dokumentalny Stanisława Jędryki z udziałem aktorów filmu Stawiam na Tolka Banana[5][1].

## Wystawy
- 1987: Galeria Brama – Warszawa
- 1995: Galeria Frédéric Roulette – Paryż
- 1996: Wystawa trakcie pokazu SNVB – Paryż
- 1999: Galeria L – Saint Etienne
- 1999: Galeria Les Singuliers – Paryż
- 2000: Galeria Les Singuliers – Paryż